# Hiéroglyphe égyptien M28
Pour les articles homonymes, voir Jonc (homonymie).
Le jonc swt en fleur sur carcan ouvert, en hiéroglyphes égyptiens, est classifié dans la  section M « Arbres et plantes » de la liste de Gardiner ; il y est noté M28.

## Représentation
Il représente la combinaison d'un plant de l'espèce swt, un genre de jonc, de souchet, de scirpe, de laîche, de carex ou autre de la famille des cypéracée en fleur (hiéroglyphe M26) et d'un carcan pour animaux ouvert (hiéroglyphe V20). Il est translittéré mḏ-šmˁw.

## Utilisation
| M26 |

| M26 |

| V20 |

| V20 |

| wr | M28 |

| wr | M28 |

| wr | M28 |

| wr | M28 |